# Деведжян, Роленд
Роленд Деведжян (фр. Roland Devedjian, 1901, Сивас, Османская империя — 1974, Франция) — французский инженер, создатель скороварки.  

## Биография

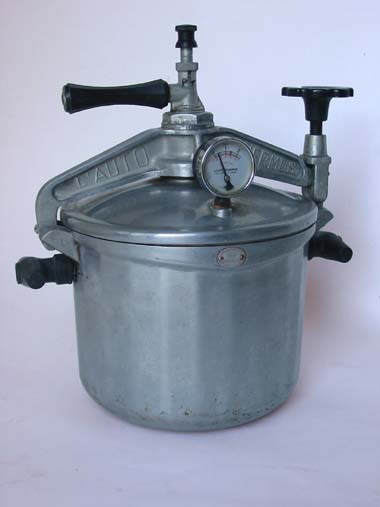
Скороварка

Родился в 1901 году в Сивасе. Является отцом французского политика Патрика Деведжяна.
Скороварка, которая готовит пищу на пару под давлением, будет предметом десятков последовательных патентов, в том числе патента, изобретенного в 1948 году Роландом Деведжяном.
Скороварка Деведжяна была выполнена из литого алюминия с байонетными крышками, продаваемый под названием Cocotte-minute.
Деведжян выпустил свою скороварку на рынок в 1948 году. Но он обанкротился из-за непомерной продажной цены.